# 679

## Nașteri
- dată necunoscută: Papa Zaharia  (d. 752)